# Аријела ди Сопра (Беневенто)
Аријела ди Сопра је насеље у Италији у округу Беневенто, региону Кампанија.
Према процени из 2011. у насељу је живело 24 становника. Насеље се налази на надморској висини од 511 м.